# Metopobactrus
Metopobactrus Simon, 1884 è un genere di ragni appartenente alla famiglia Linyphiidae.

## Distribuzione
Le dieci specie oggi attribuite a questo genere sono state rinvenute nella regione olartica: la specie dall'areale più ampio è la M. prominulus, reperita in diverse località dell'intera regione.
In Italia sono stati rinvenuti esemplari di M. nadigi e M. prominulus in alcune località dell'Italia settentrionale.
Sono stati effettuati anche reperimenti, sempre in Italia settentrionale, di esemplari dell'ex-specie Metopobactrus rayi, trasferita al genere Sauron.

## Tassonomia
A dicembre 2011, si compone di 10 specie:
- Metopobactrus ascitus (Kulczynski, 1894) — Europa orientale
- Metopobactrus cavernicola Wunderlich, 1992 — Isole Canarie
- Metopobactrus deserticola Loksa, 1981 — Ungheria
- Metopobactrus falcifrons Simon, 1884[4] — Francia
- Metopobactrus nadigi Thaler, 1976 — Svizzera, Austria, Italia
- Metopobactrus nodicornis Schenkel, 1927 — Svizzera, Austria
- Metopobactrus orbelicus Deltshev, 1985 — Bulgaria
- Metopobactrus pacificus Emerton, 1923[5] — USA
- Metopobactrus prominulus (O. P.-Cambridge, 1872) — Regione olartica
- Metopobactrus verticalis (Simon, 1881) — Francia, Corsica

### Sinonimi
- Metopobactrus schenkeli Thaler, 1976; questi esemplari, reperiti in Italia e Svizzera, sono stati riconosciuti sinonimi di M. prominulus (O. P.-Cambridge, 1872) a seguito di un lavoro degli aracnologi Muff et al., del 2007[1]. Considerata specie valida da Tanasevitch[3].

### Specie trasferite
- Metopobactrus brunneipes Dahl, 1912; trasferita al genere Abacoproeces Simon, 1884[1].
- Metopobactrus fatrensis (Miller, 1966); trasferita al genere Sauron Eskov, 1995.
- Metopobactrus pilipes Kulczynski, 1908; trasferita al genere Lasiargus Kulczynski, 1894.
- Metopobactrus rayi (Simon, 1881); trasferita al genere Sauron Eskov, 1995.
- Metopobactrus tibialis Heimer, 1987; trasferita al genere Silometopoides Eskov, 1990.

### Nomen dubium
- Metopobactrus triangulatus Strand, 1902; esemplare femminile, reperito in Norvegia, a seguito di un lavoro dell'aracnologo Aakra del 2002, è da ritenersi nomen dubium[1].